# David McClelland

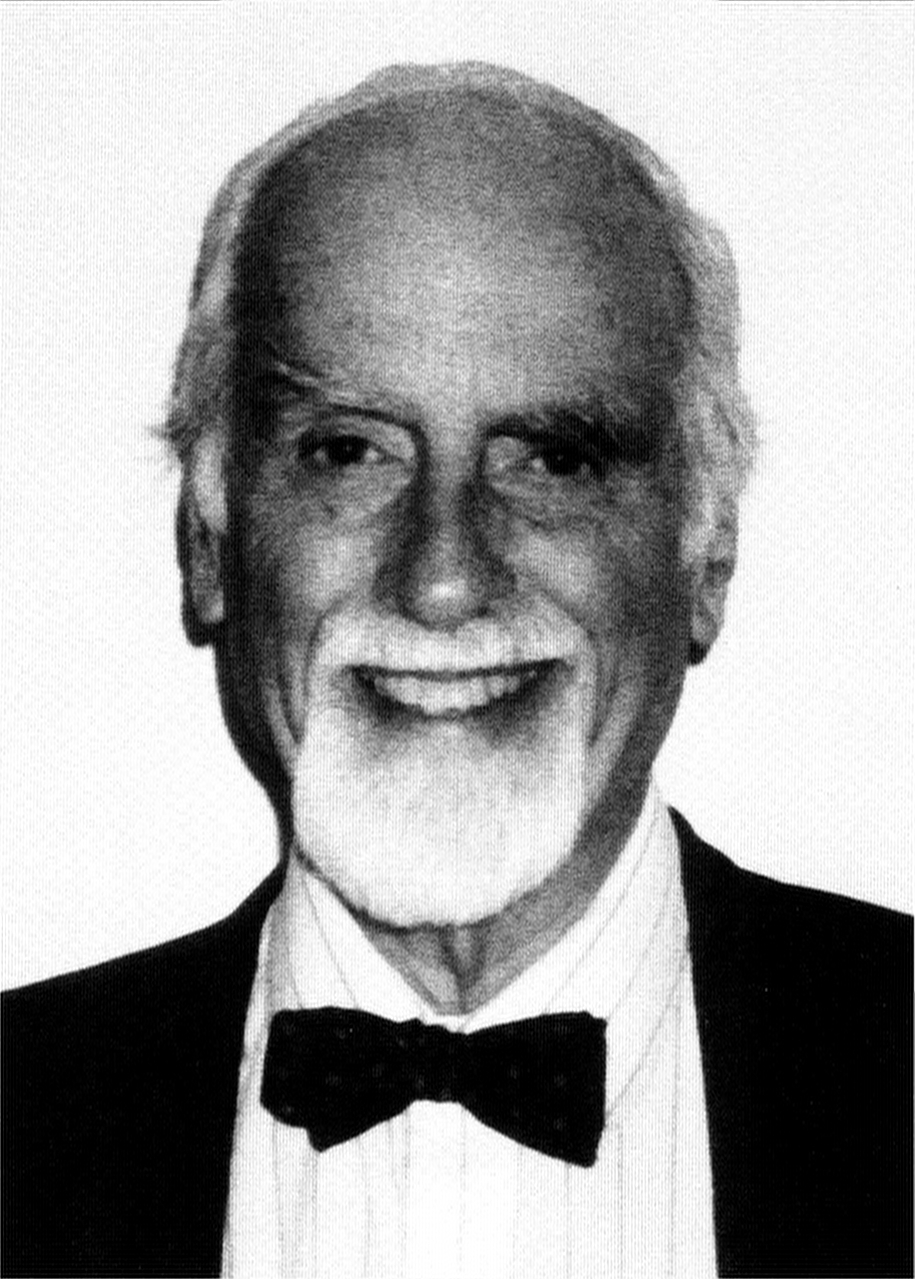
David McClelland

David Clarence McClelland (ur. 20 maja 1917 w Mount Vernon, zm. 27 marca 1998 w Lexington) – amerykański specjalista w zakresie motywacji i przedsiębiorczości.
W 1941 uzyskał doktorat z psychologii na Uniwersytet Yale, po czym został profesorem Uniwersytetu Wesleyańskiego. Od 1956 wykładał na Uniwersytecie Harvarda, gdzie przez dwadzieścia lat prowadził, wraz z grupą współpracowników naukowych, badania nad motywacją i potrzebą osiągnięć. W 1963 rozpoczął działalność związaną z rozwojem oceny pracowniczej i szkoleniem personelu. Od 1987 do śmierci uczył na Uniwersytecie Bostońskim. McClelland jest najbardziej znany ze swoich prac nad motywacją osiągnięć, lecz zajmował się również zagadnieniem osobowości, świadomości i kompetencji. Jego idee zostały szeroko zaadaptowane w wielu organizacjach. 

## Publikacje (wybór)
- Power: The Inner Experience (1975)
- The Roots of Consciousness (1964)
- The Achieving Society (1961)
- The Achievement Motive (1953, współautorzy: John William Atkinson, Russell A. Clark, Lowell, Edgar L. Lowell)[2]